# Ura Vajgurore
Urë Vajgurore ([uɾ(ə) vajguɾɔɾɛ]; 'aardoliebrug'; bepaalde vorm: Ura Vajgurore) is een stad en voormalige gemeente in de Albanese gemeente (bashkia) Dimal, waarvan Urë Vajgurore de hoofdplaats is. Sinds de gemeentelijke herindeling van 2015 doet Urë Vajgurore ook dienst als deelgemeente en is een bestuurseenheid zonder verdere bestuurlijke bevoegdheden. De stad telde bij de census van 2011 7.232 inwoners.

## Geschiedenis
Bij het bloedbad in Urë Vajgurore tijdens het oproer van 1997 werden op 17 juni van dat jaar vijf politieagenten omgebracht. Zes collega's van hen raakten gewond.

## Politiek
Tijdens de gemeenteraadsverkiezingen van 2011 versloeg Juliana Memaj de centrumrechtse kandidaat Thoma Rumnici met 2369 stemmen tegen 2099.